# Sungai Siput
Sungai Siput, officieel: Sungai Siput Utara, is een stad in de Maleisische deelstaat Perak.
Sungai Siput telt 17.800 inwoners.